# Protium macrophyllum
Protium macrophyllum là một loài thực vật có hoa trong họ Burseraceae. Loài này được (Kunth) Engl. miêu tả khoa học đầu tiên năm 1874.